# Yurizan Beltran
Pour les articles homonymes, voir Beltran.
Yurizan Beltran, née le 2 novembre 1986 à Los Angeles et morte le 13 décembre 2017 était une actrice américaine de films pornographiques.

## Biographie

### Carrière
Yurizan Beltrán Lebanue est née d'un père canadien (québécois) et d'une mère brésilienne[réf. nécessaire].

### Décès
Elle est retrouvée morte le 13 décembre 2017 par son propriétaire dans son appartement de Los Angeles, apparemment des suites d'une overdose.

## Filmographie

### Films érotiques
- 2006 : Werewolf in a Women's Prison : Kelly

### Films pornographiques
- 2005 : Yurizan
- 2009 : Seduced By A Real Lesbian 6
- 2010 : We Live Together 13
- 2010 : We Live Together 15
- 2011 : Big Breast Nurses 6
- 2012 : Women Seeking Women 89
- 2013 : Big Tits At Work 20
- 2014 : Bra Busting Lesbians 2
- 2014 : Yoga Girls 3
- 2015 : Lesbian Family Dramas
- 2016 : My Hotwife's First Big Cock 2
- 2017 : Yurizan's Cum Addiction
- 2018 : Allie Haze and Her Girlfriends (compilation)

## Distinctions
- 2009 : AVN Award - Web Starlet Of The Year
- 2010 : XBIZ Award - Web Babe of the Year
- 2011 : AVN Award - Best All-Girl Group Sex Scene – Not Monday Night Football XXX
- 2011 : AVN Award - Best Web Star
- 2012 : AVN Award - Unsung Starlet of the Year
- 2012 : NightMoves Award : Best Latino Performer
- 2013 : AVN Award : Best All-Girl Group Sex Scene - Training Day: A Pleasure Dynasty Parody avec Nyomi Banxxx et Chanel Preston
- 2013 : NightMoves Award : Best Ethnic Performer
- 2013 : Sex Award : Favorite Porn Star Website (finalist) - YuriLove.com
- 2014 : AVN Award : Unsung Starlet of the Year
- 2014 : XBIZ Award : Best Scene - All-Girl - Lesbians Unchained avec Allie Haze
- 2014 : XRCO Award : Unsung Siren